# 吉川景都
吉川 景都（よしかわ けいと 、12月11日 - ）は、日本の女性漫画家。神奈川県出身。

## 来歴
2003年、大学在学中に少女誌『LaLa』でデビュー。藤栄道彦の元アシスタント。『まんがタイムスペシャル』で2005年から2008年にかけて連載した『24時間サンシャイン!』で初連載。多岐に亘る作風が特徴的で、テンポのいい会話でみせるストーリー、エッセイコミックなどで人気を博す。著書に『片桐くん家に猫がいる』『子育てビフォーアフター』（新潮社）、『モズ』シリーズ（集英社クリエイティブ）、『鬼を飼う』（少年画報社）などがある。
2019年、『みんなが選ぶ！！電子コミック大賞』にて、『鬼を飼う』が男性部門賞を受賞。

## 人物
- 自宅に猫を5匹飼っている。名前は「リュー」「ニナ」「リン」「ハル」「トト」。全て雑種。吉川氏のtwitterにてしばしば写真が公開されている。その愛らしい姿に、時には数千単位のRTがつくことがある。
- 猫を題材にした漫画が多い。飼っている猫をモデルにしているものもある。
- えっちゃんという娘がおり、産前の子育てに対するイメージと、産後のギャップをコミカルに描いたエッセイ漫画『子育てビフォーアフター』をtwitterに投稿すると、幅広い世代に拡散され話題になる。その後も漫画をtwitterに投稿を続け、後に『コミックバンチweb』にて連載漫画となる。

## 作品リスト
- 『24時間サンシャイン！』（芳文社）
- 『わたしオタリーナですが。』（マガジンハウス）
- 『二匹ぐらし』（イーストプレス）
- 『新装版二匹ぐらし 吉川さん家にも猫がいる』（イーストプレス）
- 『片桐くん家に猫がいる』全7巻（新潮社）
- 『フラ男子！』（幻冬舎）
- 『オタリーナのオタ的恋愛事情』（主婦と生活社）
- 『踊る産科女医（原案　宋美玄）』（小学館）
- 『お疲れ様です！漫画で読める職業カタログ』（日本経済新聞社）
- 『子どもと十字架』（角川書店）
- 『猫とふたりの鎌倉手帖』全4巻（新潮社）
- 『葬式探偵モズ』（角川書店）
- 『モズ 葬式探偵の挨拶』（集英社クリエイティブ）
- 『モズ 葬式探偵の憂鬱』（集英社クリエイティブ）
- 『モズ 葬式探偵の帰還』（集英社クリエイティブ）
- 『ア〇部！葉桜中学アニマル部』全3巻（『ヤングキングアワーズ』（少年画報社）、2012年8月号 - 2014年10月号）
- 『子育てビフォーアフター』全3巻（新潮社）
- 『さよならわたしのおかあさん』（新潮社）
- 『オネエとクソリプ』全2巻（『まんがライフWIN』（竹書房）、2018年5月21日 - 2020年2月2日）
- 『鬼を飼う』全7巻（『ヤングキングアワーズ』（少年画報社）、2014年12月号 - 2020年5月号）
- 『こまったやつら』全3巻（『ヤングキングアワーズ』（少年画報社）、2021年6月号[3] - 2023年2月号）
- 『横浜黄昏咄咄怪事』既刊3巻（『ヤングキングアワーズ』（少年画報社）、2023年9月号 - ）

### 読み切り
- 『しゃばけ漫画 仁吉の巻』（新潮社）
- 藤堂姉妹のおしごと（集英社クリエイティブ『オフィスユー』）
- 傀儡戦記(天命の糸)（講談社『モーニング・ツー』）
- 2フレで泣いてる神田さん（新潮社『月刊コミックバンチ』2023年4月号[4]、2023年6月号[5]）
- ねこねこモフモフ事件（秋田書店 『吸血鬼すぐ死ぬ 公式アンソロジー 新横浜で会いましょう』2巻 収録）

### 挿絵・イラスト
- 『実行したくてたまらない目標をつくる』（日本経済新聞社）
- 『少女はセックスをどこで学ぶのか（宋美玄）』（徳間書店）
- 『ポスドク！（高殿円）』（新潮社）
- 『ミッキーマウス90周年記念イラスト集 gift』（講談社）

### 共著
- 『メイクがなんとなく変なので友達の美容部員にコツを全部聞いてみた（BAパンダ）』(ダイヤモンド社)　ISBN 978-4-478-11241-0